# Bergantiños
Bergantiños és una comarca de Galícia situada al nord-oest de la província de la Corunya.

## Geografia
Limita al nord amb l'oceà Atlàntic, amb la comarca de la Corunya a l'est, amb la comarca d'Ordes al sud-est, i amb les comarques del Xallas i Terra de Soneira al sud-oest.

## Municipis
En formen part els municipis de:
- Cabana de Bergantiños
- Carballo
- Coristanco
- A Laracha
- Laxe
- Malpica de Bergantiños
- Ponteceso